# مات أندرسون
مات أندرسون (بالإنجليزية: Matt Andersen)‏ هو مغني وكاتب غنائي ومغن مؤلف وعازف قيثارة كندي بدأ مسيرته الفنية عام 2002.

## وصلات خارجية
- مات أندرسون على موقع IMDb (الإنجليزية)
- مات أندرسون على موقع ميوزك برينز (الإنجليزية)
- مات أندرسون على موقع أول ميوزيك (الإنجليزية)
- مات أندرسون على موقع ديسكوغز (الإنجليزية)
- مات أندرسون على موقع ديسكوغز (الإنجليزية)

- الموقع الإلكتروني